# Tipula nigroabdominalis
Tipula nigroabdominalis är en tvåvingeart som först beskrevs av Alexander 1936.  Tipula nigroabdominalis ingår i släktet Tipula och familjen storharkrankar. Inga underarter finns listade i Catalogue of Life.